# Alvaiázere (vila)

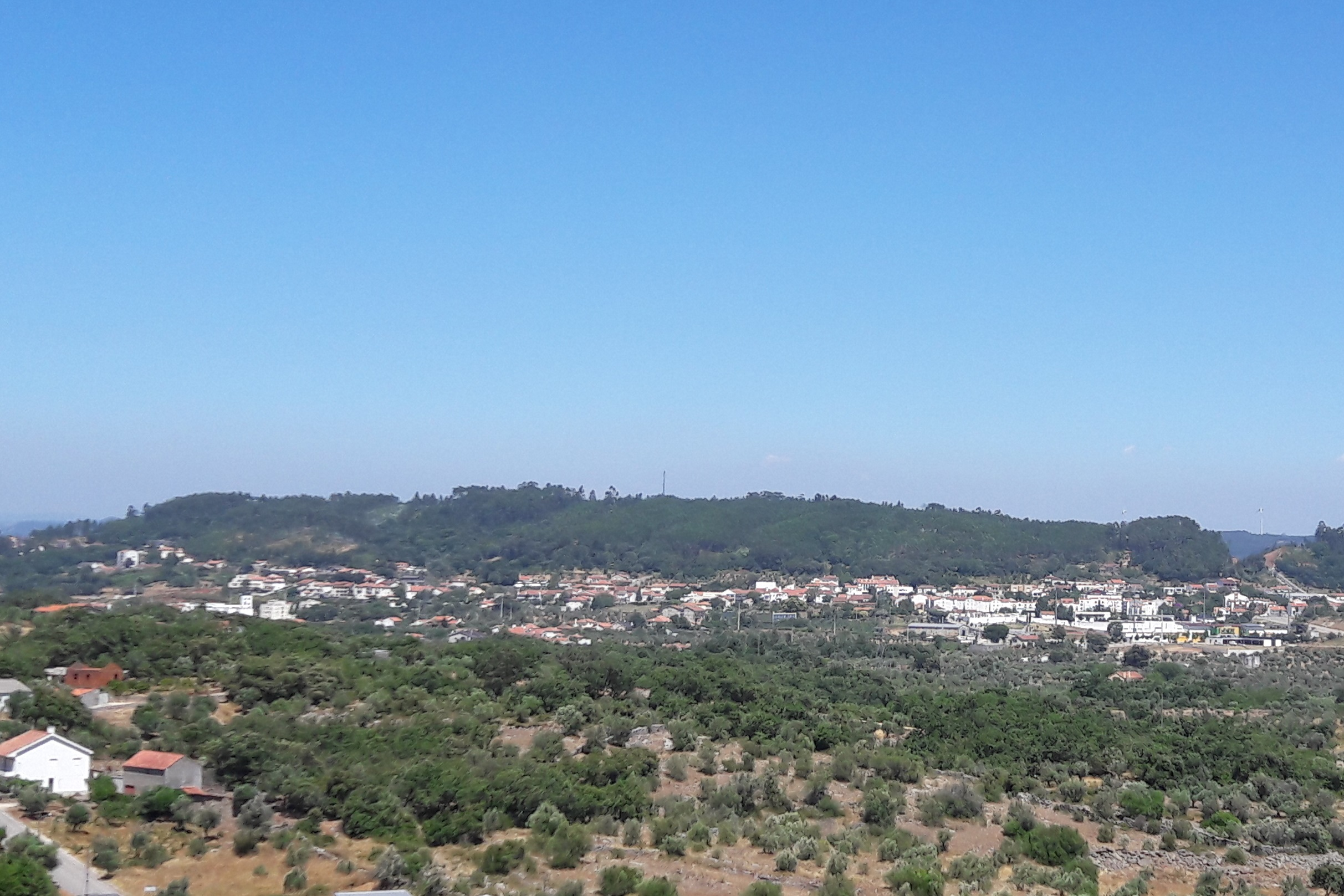
Vista de Alvaiázere

Alvaiázere é uma vila histórica portuguesa sede da Freguesia de Alvaiázere e do Município de Alvaiázere, inserida no Centro do país, na província histórica da Beira Litoral, e distrito de Leiria. Integrando no presente a sub-região Região de Leiria da região  Centro.
É sede do Município de Alvaiázere que tem 160,48 km² de área e 7 287 habitantes (2011), município que engloba 5 freguesias.
D. Sancho I decidiu repovoar o território em 1200 concedendo foral a Alvaiázere, tendo o estatuto de vila sido renovado por D. João I por foral de 1338.

## Etimologia
Alvaiázere, vila e município, deve o seu nome aos árabes. Quando estes povos invadiram a Península Ibérica, no ano de 711, apoderarando-se do actual território português, e em Alvaiázere, baptizaram-no de Al-Bai-Zir, ou Alva-Varze.
Há também quem avente que "Alvaiázere" derivará do árabe Al-Baiaz (o falcoeiro), ou terras do falcoeiro.

## História
Na época do foral de 1338, os seus limites (termo), eram tão dilatados que abrangiam dois priorados (S. João da Boa Vista e S. Pedro de Rego da Murta), três vigairarias (Pussos, Maçãs de Caminho e Pousaflores) e o Covado de Almoster. 
Em 1435, segundo documentos existentes na Torre do Tombo, D. Duarte doou a vila a sua mulher, a Rainha D. Leonor, passando assim Alvaiázere ao domínio da coroa. D. Manuel I deu-lhe foral novo, em 15 de Maio de 1514.
Naquele ano de 1514, não apenas a vila de Alvaiázere recebeu foral novo. Das actuais freguesias do concelho, também Maçãs de D. Maria e Pussos (doravante Vila Nova de Pussos) obtiveram os privilégios decorrentes desse documento. Maçãs de D. Maria, aliás, formou concelho nesse ano, ao mesmo tempo que Avelar, Aguda, Chão de Couce e Pousaflores. Eram as "cinco vilas" e ainda Arega.
O concelho de Alvaiázere foi extinto entre 1895 (Decreto de 7 de Setembro de 1895) e 1898  (Decreto de 13 de Janeiro de 1898) passando, neste breve período, Almoster e Maçãs de Caminho a fazer parte do concelho de Ansião e Pelmá a estar anexada ao concelho de Vila Nova de Ourém.

## Património
Os sinais do passado estão ainda bem evidentes em todo o concelho de Alvaiázere. Aqui, sucedem-se os solares e as quintas senhoriais. Uns setecentistas, outros, mais antigos, exibem bonitas torres de menagem.
- Pelourinho de Alvaiázere (IIP), classificado como Imóvel de Interesse Público em 1933, entretanto destruído.[10]

### Personalidades ilustres
- Visconde de Sousel
- Barão de Alvaiázere
- Fernando Lopes (1935—2012), cineasta português

## Economia

### Produtos regionais
- Chícharo de Alvaiázere, a leguminosa (Lathyrus sativus) foi considerada pela Associação Nacional de Municípios e de Produtores para a Valorização e Qualificação dos Produtos Tradicionais Portugueses como um dos Produtos Tradicionais Portugueses.[11][12]

Em 2016 são dois os produtos que podem ser genuinamente originados no concelho de Alvaiázere, que recebem protecção legislativa a nível nacional e da União Europeia, ambos por DOP de Denominação de Origem Protegida.
- Azeites do Ribatejo (DOP). Apesar de não pertencer ao Ribatejo, o concelho de Alvaiázere faz parte da área geográfica definida para a produção destes azeites.[14]
- Queijo Rabaçal (DOP). O concelho de Alvaiázere faz parte da área geográfica definida para a produção deste queijo de ovelha e cabra.[15]

### Turismo
Alvaiázere faz parte da Turismo Centro de Portugal, mais concretamente no pólo de marca turística "Coimbra", sendo que o único local referenciado por esta entidade para visitar em abril de 2016 era o Museu Municipal de Alvaiázere.

## Geminações
Alvaiázere está geminada, desde 2008, com  Matola, Maputo, Moçambique.